# Otto Benzin
Otto Benzin (23 de novembro de 1910 - 29 de junho de 1944) foi um oficial alemão que serviu durante a Segunda Guerra Mundial. Foi condecorado com a Cruz de Cavaleiro da Cruz de Ferro.

## Condecorações
| Cruz de Ferro 2ª Classe                           |
| Cruz de Ferro 1ª Classe                           |
| Folhas de Carvalho nº 406 22 de fevereiro de 1944 |